# Turquia nos Jogos Paralímpicos de Verão de 2012
A Turquia é um dos participantes dos Jogos Paralímpicos de Verão de 2012, que estão acontecendo na cidade de Londres, no Reino Unido.

## Medalhistas
| Atleta          | Esporte              | Evento             | Medalha |
| --------------- | -------------------- | ------------------ | ------- |
| Nazmiye Muslu   | Levantamento de peso | Até 40 kg feminino | Ouro    |
| Çiğdem Dede     | Levantamento de peso | Até 44 kg feminino | Prata   |
| Özlem Becerikli | Levantamento de peso | Até 56 kg feminino | Bronze  |

## Desempenho

### Levantamento de peso
Masculino
| Atletas        | Evento | Resultado | Posição |
| -------------- | ------ | --------- | ------- |
| Turan Mutlu    | -56 kg | 150,0     | 10º     |
| Izzettin Kanat | -60 kg | 180,0     | 4º      |

Feminino
| Atletas         | Evento | Resultado | Posição |
| --------------- | ------ | --------- | ------- |
| Nazmiye Muslu   | -40 kg | 109,0     |         |
| Çiğdem Dede     | -44 kg | 105,0     |         |
| Yasemin Ceylan  | -48 kg | 114,0     | 4º      |
| Özlem Becerikli | -56 kg | 118,0     |         |

### Natação
Masculino
| Atletas          | Evento                | Preliminares | Preliminares | Final       | Final       |
| Atletas          | Evento                | Marca        | Posição      | Marca       | Posição     |
| ---------------- | --------------------- | ------------ | ------------ | ----------- | ----------- |
| Beytullah Eroglu | 100 metros livre - S5 | 1min38s45    | 12º          | Não avançou | Não avançou |